# Ish Smith
Ishmael Larry Smith, detto Ish (Charlotte, 5 luglio 1988), è un cestista statunitense.

## Carriera
Smith detiene un curioso record: è il giocatore NBA ad aver giocato per più franchigie differenti: 13 a settembre 2023.

## Statistiche
| † | Denota una stagione in cui ha vinto il titolo |

### NCAA
| Anno      | Squadra           | PG  | PT | MP   | TC%  | 3P%  | TL%  | RP  | AP  | PRP | SP  | PP   |
| --------- | ----------------- | --- | -- | ---- | ---- | ---- | ---- | --- | --- | --- | --- | ---- |
| 2006-2007 | W.F. Dem. Deacons | 31  | 30 | 29,9 | 42,9 | 35,4 | 46,2 | 3,8 | 6,0 | 1,2 | 0,0 | 8,7  |
| 2007-2008 | W.F. Dem. Deacons | 30  | 30 | 32,1 | 42,6 | 33,8 | 29,1 | 3,4 | 4,7 | 1,3 | 0,1 | 8,6  |
| 2008-2009 | W.F. Dem. Deacons | 29  | 0  | 22,0 | 43,0 | 24,1 | 78,9 | 2,7 | 3,4 | 0,9 | 0,0 | 6,2  |
| 2009-2010 | W.F. Dem. Deacons | 31  | 31 | 36,8 | 42,0 | 22,2 | 49,4 | 4,9 | 6,0 | 1,7 | 0,6 | 13,2 |
| Carriera  | Carriera          | 121 | 91 | 30,3 | 42,5 | 30,1 | 48,4 | 3,7 | 5,1 | 1,3 | 0,2 | 9,2  |

#### Massimi in carriera
- Massimo di punti: 28 vs Xavier (3 gennaio 2010)[1]
- Massimo di rimbalzi: 12 vs Texas-Austin (18 marzo 2010)
- Massimo di assist: 15 vs Georgia Tech (8 marzo 2007)
- Massimo di palle rubate: 5 vs Georgia Tech (28 gennaio 2010)
- Massimo di stoppate: 4 vs North Carolina-Greensboro (28 dicembre 2009)
- Massimo di minuti giocati: 49 vs Xavier (3 gennaio 2010)

### NBA

#### Regular Season
| Anno       | Squadra            | PG  | PT  | MP   | TC%  | 3P%  | TL%  | RP  | AP  | PRP | SP  | PP   |
| ---------- | ------------------ | --- | --- | ---- | ---- | ---- | ---- | --- | --- | --- | --- | ---- |
| 2010-2011  | Houston Rockets    | 28  | 3   | 11,7 | 38,6 | 37,5 | 70,0 | 1,5 | 2,3 | 0,5 | 0,1 | 2,6  |
| 2010-2011  | Memphis Grizzlies  | 15  | 0   | 7,5  | 34,4 | 0,0  | 45,5 | 0,3 | 1,0 | 0,3 | 0,0 | 1,8  |
| 2011-2012  | G.S. Warriors      | 6   | 1   | 10,5 | 40,0 | 40,0 | 50,0 | 1,5 | 1,5 | 0,7 | 0,0 | 4,5  |
| 2011-2012  | Orlando Magic      | 20  | 0   | 8,5  | 37,3 | 25,0 | 75,0 | 1,3 | 1,6 | 0,6 | 0,1 | 2,3  |
| 2012-2013  | Orlando Magic      | 36  | 3   | 10,5 | 33,6 | 23,5 | 42,9 | 1,3 | 1,6 | 0,4 | 0,2 | 2,4  |
| 2012-2013  | Milwaukee Bucks    | 16  | 0   | 8,6  | 39,5 | 40,0 | -    | 0,9 | 1,9 | 0,5 | 0,2 | 2,4  |
| 2013-2014  | Phoenix Suns       | 70  | 1   | 14,4 | 42,3 | 4,3  | 56,4 | 1,8 | 2,6 | 0,7 | 0,2 | 3,7  |
| 2014-2015  | Oklahoma Thunder   | 30  | 0   | 5,2  | 33,3 | 20,0 | 66,7 | 0,9 | 0,9 | 0,1 | 0,0 | 1,2  |
| 2014-2015  | Philadelphia 76ers | 25  | 14  | 27,1 | 39,8 | 30,9 | 58,3 | 2,9 | 6,1 | 1,3 | 0,2 | 12,0 |
| 2015-2016  | N.O. Pelicans      | 27  | 3   | 22,9 | 43,0 | 30,3 | 76,7 | 3,4 | 5,7 | 0,9 | 0,2 | 8,9  |
| 2015-2016  | Philadelphia 76ers | 50  | 50  | 32,4 | 40,5 | 33,6 | 66,9 | 4,3 | 7,0 | 1,3 | 0,4 | 14,7 |
| 2016-2017  | Detroit Pistons    | 81  | 32  | 24,1 | 43,9 | 26,7 | 70,6 | 2,9 | 5,2 | 0,8 | 0,4 | 9,4  |
| 2017-2018  | Detroit Pistons    | 82  | 35  | 24,9 | 48,6 | 34,7 | 69,8 | 2,7 | 4,4 | 0,8 | 0,2 | 10,9 |
| 2018-2019  | Detroit Pistons    | 56  | 0   | 22,3 | 41,9 | 32,6 | 75,8 | 2,6 | 3,6 | 0,5 | 0,2 | 8,9  |
| 2019-2020  | Wash. Wizards      | 68  | 23  | 26,3 | 44,7 | 36,7 | 72,1 | 3,2 | 4,9 | 0,9 | 0,4 | 10,9 |
| 2020-2021  | Wash. Wizards      | 44  | 1   | 21,0 | 43,4 | 36,7 | 57,6 | 3,4 | 3,9 | 0,7 | 0,3 | 6,7  |
| 2021-2022  | Charlotte Hornets  | 37  | 1   | 13,8 | 39,5 | 40,0 | 63,2 | 1,5 | 2,6 | 0,5 | 0,3 | 4,5  |
| 2021-2022  | Wash. Wizards      | 28  | 0   | 22,0 | 45,7 | 35,7 | 60,0 | 3,0 | 5,2 | 1,0 | 0,5 | 8,6  |
| 2022-2023† | Denver Nuggets     | 43  | 0   | 9,3  | 39,7 | 16,7 | 50,0 | 1,3 | 2,3 | 0,2 | 0,2 | 2,5  |
| 2023-2024  | Charlotte Hornets  | 43  | 5   | 17,2 | 41,8 | 50,0 | 75,0 | 1,8 | 3,4 | 0,4 | 0,1 | 3,2  |
| Carriera   | Carriera           | 805 | 169 | 19,2 | 42,9 | 32,5 | 67,6 | 2,4 | 3,8 | 0,7 | 0,2 | 7,1  |

#### Play-off
| Anno     | Squadra           | PG | PT | MP   | TC%  | 3P%  | TL%  | RP  | AP  | PRP | SP  | PP  |
| -------- | ----------------- | -- | -- | ---- | ---- | ---- | ---- | --- | --- | --- | --- | --- |
| 2011     | Memphis Grizzlies | 5  | 0  | 2,0  | 66,7 | -    | -    | 0,4 | 0,4 | 0,2 | 0,0 | 0,8 |
| 2012     | Orlando Magic     | 1  | 0  | 4,6  | -    | -    | -    | 1,0 | 0,0 | 0,0 | 1,0 | 0,0 |
| 2013     | Milwaukee Bucks   | 4  | 0  | 2,8  | 0,0  | -    | -    | 0,3 | 0,8 | 0,0 | 0,0 | 0,0 |
| 2019     | Detroit Pistons   | 4  | 0  | 20,3 | 26,3 | 14,3 | 75,0 | 2,8 | 3,5 | 0,8 | 0,3 | 6,0 |
| 2021     | Wash. Wizards     | 5  | 0  | 22,2 | 37,2 | 28,6 | -    | 3,2 | 2,8 | 1,4 | 0,4 | 6,8 |
| 2023†    | Denver Nuggets    | 4  | 0  | 3,0  | 50,0 | -    | -    | 0,3 | 0,3 | 0,0 | 0,0 | 0,5 |
| Carriera | Carriera          | 23 | 0  | 10,0 | 33,3 | 21,4 | 75,0 | 1,4 | 1,5 | 0,5 | 0,2 | 2,8 |

#### Massimi in carriera
- Massimo di punti: 32 vs Denver Nuggets (4 gennaio 2020)[2]
- Massimo di rimbalzi: 14 vs Portland Trail Blazers (26 marzo 2016)
- Massimo di assist: 16 vs New York Knicks (18 gennaio 2016)
- Massimo di palle rubate: 7 vs Portland Trail Blazers (28 febbraio 2017)
- Massimo di stoppate: 3 vs Charlotte Hornets (29 marzo 2016)
- Massimo di minuti giocati: 44 vs New York Knicks (18 gennaio 2016)

## Palmarès
- Campionato NBA: 1

Denver Nuggets: 2023